# هراويات أسترالية
هراويات أسترالية (الاسم العلمي: Austrocorduliidae)، فصيلة حشرات يعسوبيات تتواجد في جنوب إفريقيا وأستراليا، والتي كانت تعتبر حتى وقت قريب جزءًا من فصيلة يعسوبيات هراوية. أعضاءالهراويات الأسترالية هي صغيرة إلى متوسطة القد، وهي يعاسيب داكنة اللون مع أجنحة صافية.

## الأجناس
تشمل الفصيلة الأجناس التالية
- Apocordulia Watson, 1980
- Austrocordulia Tillyard, 1909
- Austrophya Tillyard, 1909
- Hesperocordulia Tillyard, 1911
- Lathrocordulia Tillyard, 1911
- Micromidia Fraser, 1959:

## الملاحظات
فصيلة الهراويات الأسترالية غير معترف بها حاليًا في قائمة اليعسوبيات العالمية في متحف سلاتر للتاريخ الطبيعي.